# Football League Awards 2006
I Football League Awards 2006 sono stati consegnati il 5 marzo 2006, Grosvenor House Hotel di Londra. Si tratta della prima edizione del premio avvenuta.

## 2006 Awards
Di seguito sono riportati il nome del premio originale, il nome del vincitore e la squadra di appartenenza:
- Championship Player of the Year - Phil Jagielka - Sheffield United
- League One Player of the Year - Lee Trundle - Swansea City
- League Two Player of the Year - Karl Hawley - Carlisle United
- The Football League Young Player of the Year - David Nugent - Preston North End
- Championship Apprentice Award - Lewin Nyatanga - Derby County
- League One Apprentice Award - Scott Golbourne - Bristol City
- League Two Apprentice Award - Ikechi Anya - Wycombe Wanderers
- Goal of the Year - Stefan Oakes - Notts County vs Yeovil Town
- Most Admired Football League Club - Crewe Alexandra
- Community Club of the Year - Brentford
- Fan of the Year - Jeff Hall - Chesterfield
- Best Club Sponsorship - Norwich City
- Best Club Marketing Campaign - Preston North End
- Best Kit Design - Leyton Orient
- Programme of the Year - Crystal Palace
- Best Club Website - Nottingham Forest
- Contribution to Football Award - Gerry Murphy - Huddersfield Town
- Best Ground - Hull City - KC Stadium
- Good Sport Award - Lee Bullen - Sheffield Wednesday